# 菊田川
菊田川（きくたがわ）は、船橋市から習志野市を経由して東京湾に注ぐ二級河川である。下総台地に切れ込んだ河谷の上流は船橋市の三山と田喜野井に発し、習志野市の藤崎、津田沼を経て北から南へと流れる。河口は津田沼の海岸に開いていたが、1960年代の第一次の埋め立てで袖ヶ浦埋立地が、1970年代の埋め立てで右岸の秋津、左岸の香澄、さらに沖の茜浜埋立地が造成され、現在は茜浜埋立地から東京湾に注いでいる。現在の水源は上流域の三山にある二宮神社や中流域の津田沼にある菊田神社などに位置している。

## 名称の由来
菊田川の中下流域を占める習志野市津田沼に菊田神社があり、中世には菊田荘とよばれる荘園もあった。また、現在の津田沼の領域は近世においては「菊田」と音の似た久々田（くぐた）村であり、1888年（明治21年）の合併で津田沼村久々田、後に津田沼町久々田、さらに習志野市津田沼になった。また菊田神社はかつて久々田大明神と称していた。これらのことから、「菊田」と「久々田」には何らかの関係があると考えられてはいるが、どちらが古形なのか、語源は何かなど詳しいことは判明していない。一説によれば、古名の久々田の発音が、菊田に転じたともいわれている。

## 支流
- 田喜野井川
  - 二宮川
- 三田川
  - 三山川